# Laurenz Böggering

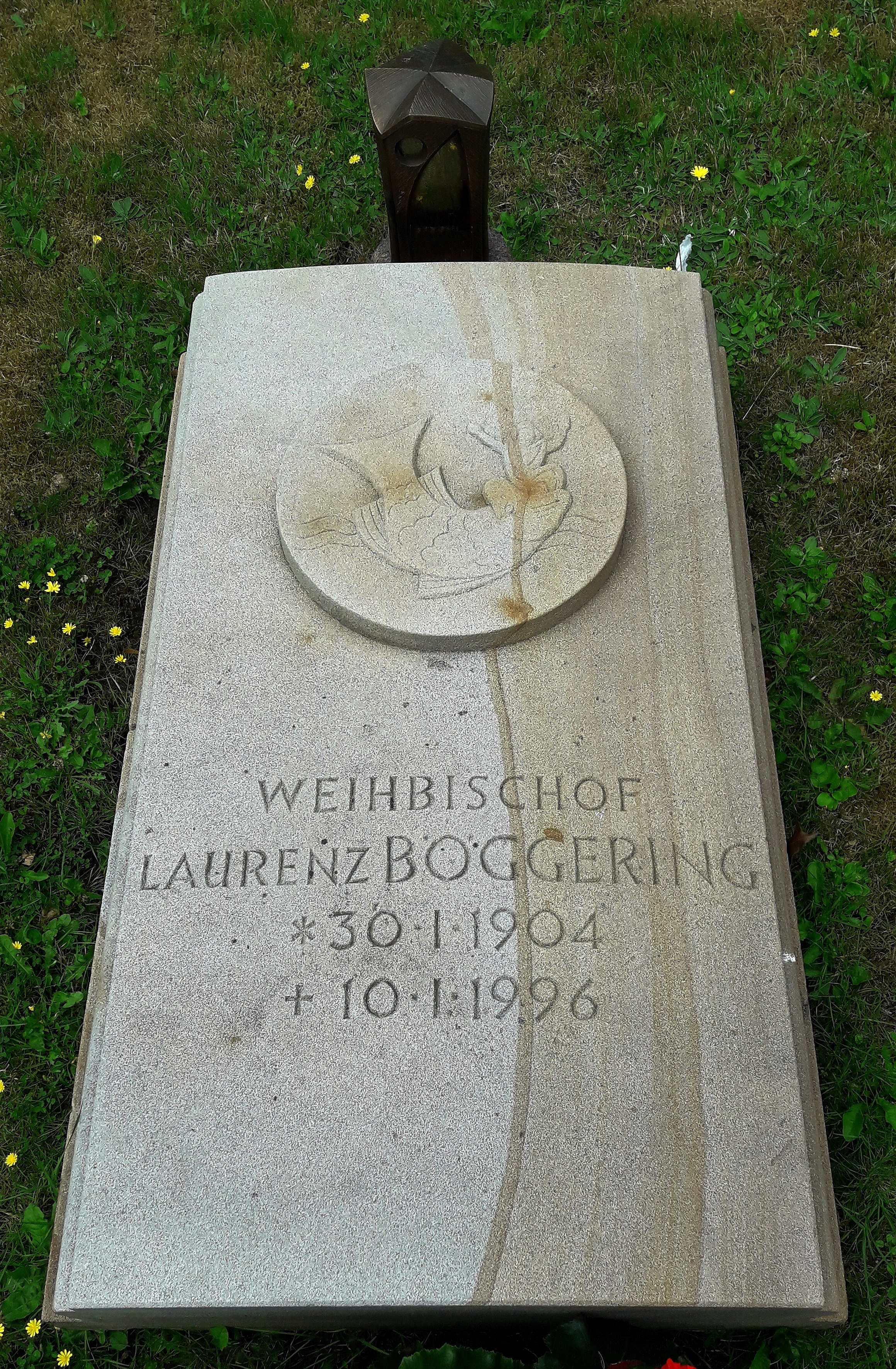
Grab von Weihbischof Laurenz Böggering im Kreuzgang des Domes zu Münster/Westfalen, Deutschland

Laurenz Böggering (* 30. Januar 1904 in Lowick; † 10. Januar 1996 in Münster) war ein deutscher Geistlicher und Weihbischof im Bistum Münster.

## Leben
Laurenz Böggering wurde in Lowick (heute zu Bocholt) geboren. Er besuchte dort das Städtische Gymnasium und schloss es 1923 mit dem Abitur ab. In Freiburg und Münster studierte er Theologie und empfing am 23. Februar 1929 in Münster die Priesterweihe. Seine Primiz feierte er am 1. April in der St.-Georg-Gemeinde in Bocholt. Es folgten Jahre in Duisburg, Haltern, Telgte und Freckenhorst. 1954 wurde Böggering Generalvikar in Münster.
Am 25. Juli 1967 wurde er von Papst Paul VI. zum Weihbischof in Münster und Titularbischof von Mathara in Numidia ernannt. Die Bischofsweihe durch Bischof Joseph Höffner erfolgte am 24. September 1967. Mitkonsekratoren waren die Weihbischöfe Heinrich Baaken und Heinrich Tenhumberg. Neben seinen Aufgaben als Weihbischof leitete Böggering u. a. das Referat Weltkirche des Generalvikariates.
Sein aus Altersgründen eingereichtes Rücktrittsgesuch nahm Papst Johannes Paul II. am 23. Februar 1979 an.
Laurenz Böggering starb am 10. Januar 1996 im Alter von 91 Jahren. Er war Mitglied der katholischen Studentenverbindung K.St.V. Brisgovia Freiburg.